# Clifford Ray
Clifford Ray (Union, 21 de janeiro de 1949) é um ex-jogador de basquetebol dos Estados Unidos e atualmente trabalha na comissão técnica do Boston Celtics da NBA.
Como jogador, Clifford foi sorteado na primeira rodada da NBA Draft de 1971 pelo Chicago Bulls e logo em sua primeira temporada como jogador, mostrava muita habilidade e velocidade sendo premiado o jogador rookie do ano. Clifford permaneceu na equipe por mais 3 temporadas e cumpriu seu contrato. Depois de jogar bem na equipe da cidade de Chicago, Clifford foi oficialmente apresentado em Golden State para jogar na Golden State Warriors e na temporada de 1974-1975, o jogador se sagrou o seu título mais importante de sua carreira, pois foram campeões da NBA sendo um dos melhores do campeonato; porém o título de MVP Most Value Player foi entregue a seu companheiro Rick Barry. Depois disso, Clifford permaneceu na equipe até 1981 e confirmou sua aposentadoria como jogador profissional.
Como treinador, ele passou por grandes equipes do basquetebol mundial como o Dallas Mavericks, New Jersey Nets, Orlando Magic, mas ele atualmente defende pela equipe do Boston Celtics da cidade de Boston e tem ao longo de sua carreira a NBA de 2008. Ele treina atualmente grandes jogadores como Rasheed Wallace, Kevin Garnett, Paul Pierce e Ray Allen.